# Jaminton Campaz
Jaminton Leandro Campaz (Ibagué, 24 maggio 2000) è un calciatore colombiano, attaccante del Rosario Central.

## Caratteristiche tecniche
È un'ala sinistra.

## Carriera

### Club
Cresciuto nel settore giovanile del Deportes Tolima, ha debuttato in prima squadra il 1º aprile 2017 disputando l'incontro di Categoría Primera A vinto 3-0 contro il Tigres FC.

### Nazionale
Ha giocato nella nazionale colombiana Under-17.
Nel 2021 ha esordito in nazionale maggiore, partecipando anche alla Coppa America, chiusa al terzo posto.

## Statistiche
Statistiche aggiornate al 10 marzo 2020.

### Presenze e reti nei club
| Stagione        | Squadra         | Campionato      | Campionato | Campionato | Coppe nazionali | Coppe nazionali | Coppe nazionali | Coppe continentali | Coppe continentali | Coppe continentali | Altre coppe | Altre coppe | Altre coppe | Totale | Totale | Totale |
| Stagione        | Squadra         | Comp            | Pres       | Reti       | Comp            | Pres            | Reti            | Comp               | Pres               | Reti               | Comp        | Pres        | Reti        | Pres   | Reti   |        |
| --------------- | --------------- | --------------- | ---------- | ---------- | --------------- | --------------- | --------------- | ------------------ | ------------------ | ------------------ | ----------- | ----------- | ----------- | ------ | ------ | ------ |
| 2017            | Deportes Tolima | A               | 5          | 1          | CC              | 1               | 0               |                    | -                  | -                  |             | -           | -           | 6      | 1      |        |
| 2018            | Deportes Tolima | A               | 0          | 0          | CC              | 0               | 0               |                    | -                  | -                  |             | -           | -           | 0      | 0      |        |
| 2019            | Deportes Tolima | A               | 30         | 5          | CC              | 3               | 0               | CL+CS              | 1+1                | 0                  | SC          | 1           | 0           | 36     | 5      |        |
| 2020            | Deportes Tolima | A               | 18         | 5          | CC              | 3               | 1               | CL+CS              | 4+1                | 2+1                |             | -           | -           | 26     | 9      |        |
| 2021            | Deportes Tolima | A               | 16         | 4          | CC              | 0               | 0               | CS                 | 8                  | 2                  |             | -           | -           | 24     | 6      |        |
| Totale carriera | Totale carriera | Totale carriera | 69         | 15         |                 | 7               | 1               |                    | 15                 | 5                  |             | 1           | 0           | 92     | 21     |        |

## Palmarès

### Club

#### Competizioni nazionali
- Campionato colombiano: 1

Deportes Tolima: 2018-I
- Copa de la Liga Profesional: 1

Rosario Central: 2023

#### Competizioni statali
- Campionato Gaúcho: 1

Grêmio: 2022